# حزب مستقبل وطن
حزب مستقبل وطن هو حزب سياسي مصري أسسه أعضاء في إدارة المخابرات الحربية والاستطلاع المصرية عام 2014، ظهر بعد أحداث 2013 في مصر، وقد نما الحزب حتى أصبح أحد أكبر أحزاب مصر. وصف بعض النقاد الحزب أنه يشبه بطبيعته الحزب الوطني الذي كان يحكم مصر في عهد حسني مبارك، وذلك لدعمه المطلق للرئيس عبد الفتاح السيسي، وعلاقاته بكبار مسؤولي الحكومة.
في أول تجربة برلمانية للحزب عام 2015، حصد 57 مقعداً داخل مجلس النواب. وحصل بعدها على 316 مقعد في انتخابات مجلس النواب 2020 من أصل 596 مقعد، وعلى 149 مقعد في انتخابات مجلس الشيوخ 2020 من أصل 300 مقعد.

## تاريخ
وضع أعضاء في إدارة المخابرات الحربية والاستطلاع المصرية أساس الحزب في منتصف 2014. أكد منسق حملة الرئيس السيسي الانتخابية السابق حازم عبد العظيم أنه:
.
أجرى موقع مدى مصر مقابلة مع طالب مسؤول عن حملة حزب مستقبل وطن في محافظه، وذكر أن ضابط مخابرات عسكرية بملابس مدنية كان يقوم في كثير من الأحيان بتسليم مدفوعات نقدية تبلغ عادة 20 ألف جنيه إلى مكتب الحملة، ثم فيما بعد بشيكات، بما في ذلك واحدة من البنك الأهلي المصري مقابل 150 ألف جنيه. لكل مسيرة في الشوارع، سيتم تسليم 15000 جنيه إلى 20000 جنيه، وسيتم دفع جنيه مصري للشباب الذين تنظمهم الهيئات الحكومية 100 لكل منهم للمشاركة في المسيرات. وبدلاً من أن يديره متطوعون، كان مكتب الحملة مزودًا بموظفين مدنيين. تضمنت حملة التوقيعات على ترشيح السيسي للرئاسة من قبل حزب مستقبل وطن دفع 50 جنيهاً لكل شخص يوقع. تلقى زعيم الحزب محمد بدران تعليماته، بحسب من تمت مقابلته، من الرائد أحمد شعبان من المخابرات العسكرية.
واستقطب الحزب شباناً مصريين أرادوا إحداث تغيير في المناخ السياسي من سياسات الأقدمية التقليدية بحسب العمر. في الآونة الأخيرة [ متى؟ ] أشهر، ومع ذلك، انضم العديد من البرلمانيين، وكثير منهم أعضاء في الحزب الوطني الديموقراطي المنحل الآن، إلى الحزب.
حزب مستقبل وطن هو رسميًا ثاني أكبر حزب سياسي في البرلمان المصري، بعد أن حصل على 53 مقعدًا في الانتخابات البرلمانية المصرية لعام 2015. ومع ذلك، يعتبر الحزب أكبر حزب في البرلمان بسبب الاستقالة غير الرسمية لأكثر من 50 عضوًا في البرلمان من أحزابهم لصالح الانضمام إلى حزب مستقبل وطن.
حزب في البرلمان بسبب الاستقالة غير الرسمية لأكثر من 50 عضوًا في البرلمان من أحزابهم لصالح الانضمام إلى حزب مستقبل الوطن.

## النمو
في أبريل 2018، أعلن تحالف «من أجل حب مصر»، الذي كان أكبر حملة مدنية وأكثرها تنظيماً لدعم الرئيس السيسي في حملته لولاية ثانية في منصبه، عن خططه ليصبح سياسيًا حفل، هذا لم يحدث في مايو 2018، أعلن حزب مستقبل وطن وتحالف «من أجل حب مصر» إعلانًا مفاجئًا في مؤتمر صحفي مشترك أن التحالف سوف يندمج في الحزب وأنه سيتم تغيير الاسم الرسمي للحزب في الحفل السنوي. مؤتمر في أكتوبر 2018 لحزب مستقبل مصر. وعقب الإعلان، استقال نحو 50 نائباً من أحزابهم وانضموا إلى حزب مستقبل الوطن. جاء معظم هؤلاء من المصريين الأحرار والوفد، لكن كان هناك العديد من المستقلين وأعضاء الحزب الآخرين. تشير التقديرات إلى أن 75 برلمانيًا انضموا للحزب، ولكن حتى تغيير قانون مجلس النواب للسماح بتبديل الأحزاب، لم يقم أي من النواب بإخطار رئيس مجلس النواب رسميًا بأنه قد غير الحزب خوفًا من التجريد من عضويتهم البرلمانية.
وبالتالي فإن حزب مستقبل وطن هو حاليًا أكبر حزب في مصر بشكل غير رسمي في البرلمان.

## السياسات

### القوات المسلحة المصرية
لطالما دعم الحزب القوات المسلحة المصرية، إيمانا من المصريين بضرورة التوحد خلف الجيش والشرطة في حربهم ضد الإرهاب دفاعا عن الوطن. تعارض بشدة نشر القوات المصرية في سوريا، مؤكدة أن القوات المسلحة المصرية يجب أن تحمي مصر فقط وأنه ليس من مصلحة مصر التورط في الصراع المسلح في سوريا.

### الإصلاحات الاقتصادية
لطالما دعم حزب مستقبل الأمة الرئيس فيما يتعلق بالإصلاحات الاقتصادية، لقد دعموا خفض الدعم على الوقود والكهرباء والمياه، وهم من المؤيدين الأقوياء لقانون الاستثمار الجديد وتحرير الجنيه المصري.
أعرب قادة الأحزاب في كثير من الأحيان عن دعمهم لبرنامج الإصلاح الاقتصادي المدعوم من صندوق النقد الدولي، معتقدين أنه الطريقة الوحيدة لمساعدة مصر على التعافي من آثار ثورة 2011 وإنشاء دولة مصرية حديثة وقوية على الرغم من المصاعب الناتجة.

### الشؤون الخارجية
يميل موقف الحزب في الشؤون الخارجية إلى أن يدور حول مفهوم أن مصر تلعب دورًا محوريًا في المنطقة وأنها دولة قوية في جزء غير مؤكد من العالم. على هذا النحو، يدعم الحزب بقوة الدبلوماسية مع أكبر عدد ممكن من الدول، لا سيما في مكافحة الإرهاب.
أظهر الحزب في كثير من الأحيان دعمه لدول عربية أخرى، لا سيما تلك الموجودة في دول مجلس التعاون الخليجي. وبالنظر إلى القوة العسكرية لمصر والعلاقات الحميمة التي تتمتع بها السعودية والإمارات، فقد أيد الحزب الدعوات لحماية دول الخليج من التدخل الأجنبي، وخاصة من إيران. كما يؤمن بأهمية جهود الدولة لإنهاء النزاعات في سوريا وليبيا، والتوصل إلى حل سلمي للصراع الإسرائيلي الفلسطيني.
كان الوصول إلى الدول الأفريقية أيضًا أولوية، مارس الحزب ضغوطاً منتظمة على الحكومة لتحسين العلاقات مع القارة الأفريقية، والتي يمكن القول إنها كانت غير موجودة في الجزء الأخير من عهد مبارك. يرسل الحزب بانتظام وفودًا دبلوماسية إلى دول أجنبية استعدادًا لزيارات دولة يقوم بها رئيس مصر.

## التاريخ الانتخابي

### الانتخابات البرلمانية 2015
خاض حزب مستقبل وطن الانتخابات البرلمانية لعام 2015 ضمن تحالف «من أجل حب مصر» الانتخابي الذي فاز بجميع مقاعد الحزب البالغ عددها 120 في البرلمان. بعد ذلك تم تخصيص 53 مقعدًا في البرلمان، مما جعله ثاني أكبر حزب بعد حزب المصريين الأحرار الذي حصل على 65 مقعدًا، وقبل حزب الوفد الجديد، أقدم حزب سياسي في مصر.

### الانتخابات الرئاسية 2018
في عام 2018، بعد أن فشلت جميع الأحزاب السياسية، باستثناء حزب الغد بقيادة موسى مصطفى موسى، في تقديم مرشحين للانتخابات الرئاسية في مارس من ذلك العام، زادت الدعوات لدمج الأحزاب السياسية في مصر البالغ عددها 104 في أربعة أو خمسة أحزاب قوية. وردا على ذلك، تم تعزيز تواجد الأحزاب القوية في المشهد السياسي المصري، وعلى رأسها حزب المصريين الأحرار، ومستقبل الوطن، وحزب الوفد الجديد، وكذلك تحالف دعم مصر الذي يضم 400 فرد. 597 مقعدا في البرلمان المصري — بدأ.
في أبريل 2018، أعلن تحالف دعم مصر أنه سيسعى إلى دمج جميع الأحزاب المكونة له في حزب واحد جديد، والذي سيحصل بعد ذلك على أغلبية برلمانية. [ بحاجة لمصدر ] هذا، مع ذلك، قدم عقبتين رئيسيتين:
- تسمح المادة 6 من قانون مجلس النواب لعام 2014 بإسقاط عضوية أي عضو في مجلس النواب يغير الانتماء السياسي الذي انتخب على أساسه، بشرط أن يكون هناك تصويت نيابي بأغلبية ثلثي الأصوات يؤيد ذلك.
- رفضت العديد من الأحزاب السياسية داخل الائتلاف فكرة حل أحزابها لصالح هذا الحزب الجديد، وعلى وجه الخصوص حزب مستقبل وطن، وهو أكبر حزب في الائتلاف.

### مجلس النواب
| سنة الانتخاب | القائد    | مقاعد     | مقاعد           | الحكومة |
| سنة الانتخاب | القائد    | مقاعد     | +/-             | الحكومة |
| ------------ | --------- | --------- | --------------- | ------- |
| 2015         | أشرف رشاد | 53 / 596  | ▲ 53            | غالبية  |
| 2020         | أشرف رشاد | 316 / 596 | قالب:غالبية 263 | غالبية  |

#### مجلس الشيوخ
| سنة الانتخابات | المقاعد التي تم الفوز بها | +/-             | الحكومة |
| -------------- | ------------------------- | --------------- | ------- |
| 2020           | 149 / 300                 | قالب:غالبية 149 | غالبية  |

## الهيكل التنظيمي
في سبتمبر 2024، أصدر المكتب السياسي للحزب قرار بإعادة تشكيل الهيئة العليا للحزب، وجاء كالآتي:
- عبد الوهاب عبد الرازق، رئيس الحزب.[2]

- أحمد عبد الجواد محمد محمد، نائب رئيس الحزب الأمين العام.
- عبد الهادي أحمد عبد الهادي القصبي، نائب رئيس الحزب.
- حسام إبراهيم الدسوقي الخولي، نائب رئيس الحزب.
- علاء السعيد إبراهيم عابد، نائب رئيس الحزب.
- محمد إسماعيل محمد منظور، نائب رئيس الحزب.
- محمد ماهر حامد محمد خليل، الأمين العام المساعد.
- عادل عبد الفتاح مأمون ناصر، الأمين العام المساعد.
- عاطف عبد الحميد عواد ناصر، الأمين العام المساعد.
- خالد أحمد محمد شلبي، أمين التنظيم.
- أحمد جمال حافظ السجيني، أمين شئون المجالس المحلية.
- زين العابدين أحمد محمد الأطناوي، أمين العضوية
- أحمد عبد المنعم محمد الجندي، أمين المتابعة.
- إيهاب عاطف راغب إسكندر، أمين الشئون البرلمانية.
- طارق عثمان أحمد شكري، أمين شئون الإسكان والمرافق.
- محمد عبد الرازق السيد عوض قرقر، أمين شئون النقل والمواصلات.
- هشام حسین محمد حسین، أمين صناعة المحتوى والتأثير المجتمعي.
- سمير محمد صبري، أمين الاستثمار.
- مصطفی سید محمد سالم، أمين شئون العلاقات الحكومية.
- نورهان الشيخ، أمين التدريب والتثقيف.
- رزق راغب ضيف الله حسين، شئون القبائل العربية.
- فخري عبد الله عبد الفتاح طايل، أمين العمل الأهلي.
- سحر محمد بهاء الدين جودة البزار، أمين العلاقات الخارجية.
- محمود عبده أحمد حسين، أمين المصريين بالخارج.
- طارق محمد عبد الحميد رضوان، أمين حقوق الإنسان.
- نادر أحمد محمد الداجن، أمين ريادة الأعمال.
- شحاته عبد الحافظ محمد أبوزيد، أمين تنمية الموارد.
- كريم بدر حلمي رزق الله أمين البيئة.
- المهندس أحمد محمد صبري، عضو الأمانة المركزية.
- شريف فرج خضري محمد الجابري، عضو الأمانة المركزية.
- محمد عبد السلام السنوسي، عضو الأمانة المركزية.
- محمد صبري محمد ابوابراهيم، عضو الأمانة المركزية.
- عمرو طارق محمد أحمد، عضو الأمانة المركزية.
- محمد عبد الرحيم سيد أحمد المرشدي، عضو الأمانة المركزية.
- محمد السيد محمد سليمان، أمين محافظة القاهرة.
- محمد محمود أحمد سعفان، أمين محافظة الجيزة.
- المستشار مسعد عبد المقصود بيومي حسن، أمين محافظة القليوبية.
- الدكتور سعيد عبد العزيز علي عثمان، أمين محافظة الإسكندرية.
- جمال عبد الظاهر محمد إسماعيل أمين محافظة الدقهلية.
- مجدي عبد الوهاب عبد اللطيف بيومي أمين محافظة جنوب سيناء.
- حسين محمد علي خاطر، أمين تنظيم محافظة الإسكندرية.

### سابقًا
- أشرف رشاد، الأمين العام ونائب رئيس الحزب.[3]
- حسام الخولي، نائب رئيس الحزب وممثل الهيئة البرلمانية بمجلس الشيوخ.[4]
- أحمد عبد الجواد، نائب لرئيس الحزب وأمين التنظيم المركزي.[4][17]
- عبد الهادي القصبي، نائب لرئيس الحزب وممثل الهيئة البرلمانية بمجلس النواب.[4]
- محمد الجارحي، أمين عام مساعد وأميناً لشباب الجمهورية.[18]
- عبد الحميد الدمرداش، الأمين العام المساعد للحزب.[4]
- أحمد حسام عوض، أمين الشباب المركزية.[19]
- أحمد دياب، الأمين العام المساعد للحزب وأمين أمانة شئون الثقافة والفنون والرياضة.[4]
- عصام هلال، الأمين العام المساعد.[4]